# Margot Wallström
Margot Elisabeth Wallström (Kage, Suecia, 28 de septiembre de 1954) es una política sueca miembro del Partido Socialdemócrata Sueco especialmente conocida por el desarrollo de políticas feministas y en defensa de los derechos humanos. Fue ministra de Asuntos Exteriores de Suecia desde 2014 a  septiembre de 2019 liderando lo que denominó "una política exterior feminista".  Fue vicepresidenta de la Comisión Europea y comisaria de Relaciones institucionales y Estrategia de Comunicación entre 2004 y 2009.

## Biografía
Margot Wallström es doctora honoris causa por las universidades de Chalmers y Mälardalen, en Suecia, y Lowell, en Massachusetts, Estados Unidos. En 2002 recibió el título de comisaria del Año del semanario European Voice.
Está casada y tiene dos hijos.

## Trayectoria política

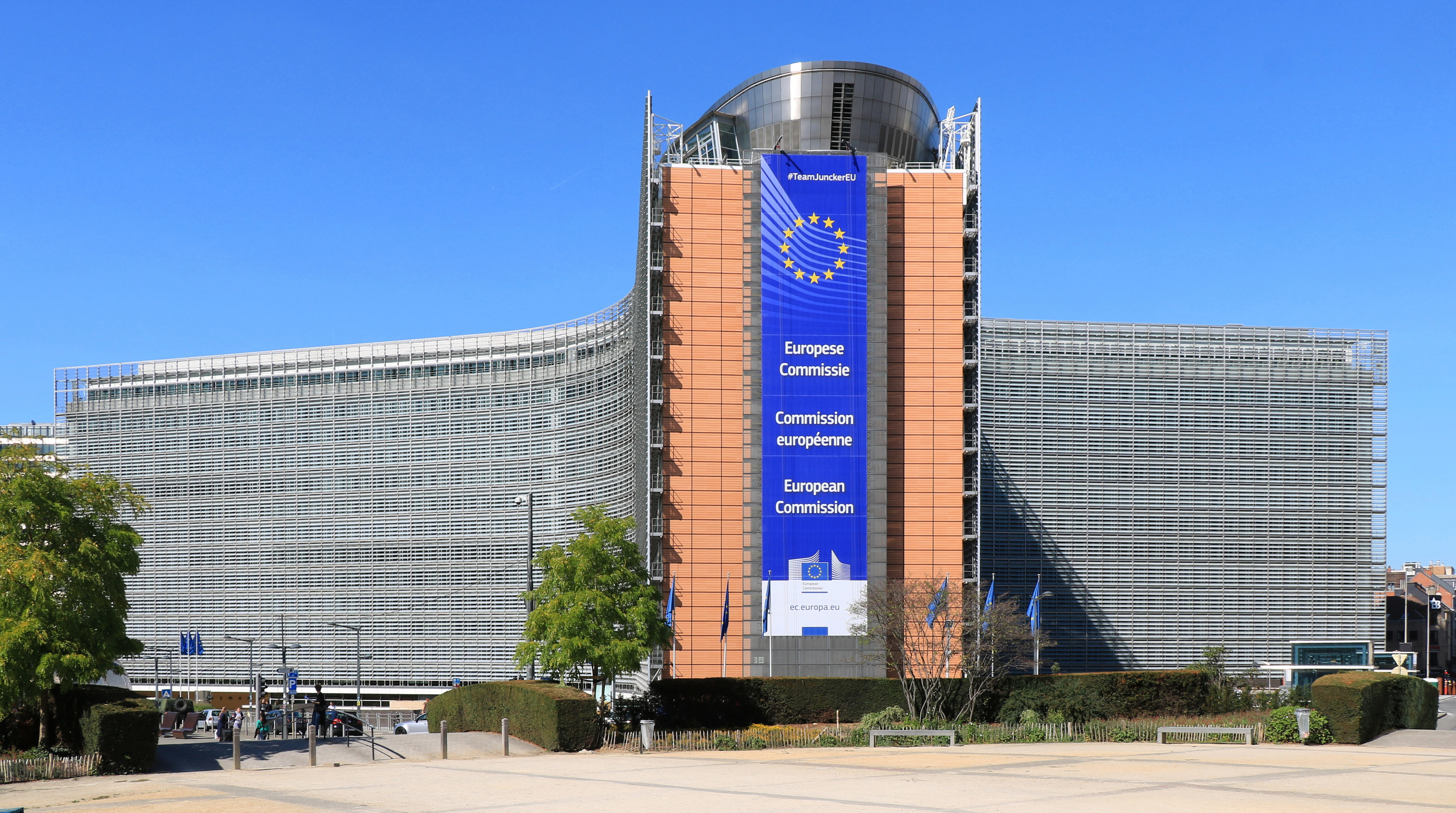
La Comisión Europea, de la que Margot Wallström fue Vicepresidenta de 2004 a 2010.

### A nivel nacional
Su primer contacto con la política se inicia tras finalizar el bachillerato, en la Liga de las Juventudes Socialdemócratas Suecas. En 1979 ingresa en el Parlamento de Suecia, puesto que ocupará durante seis años. Entre 1988 y 1991, Wallström fue ministra de Protección de los Consumidores, Mujeres y Juventud; y posteriormente ministra de Cultura (1994-1996) y ministra de Asuntos Sociales (1996-1998). Siempre en un gobierno socialdemócrata.
En 1998 trabajó como vicepresidenta ejecutiva de Worldview Global Media, una organización relacionada con los medios de comunicación.

### Comisaria europea
Wallström asumió el puesto de comisaria europea de Medio Ambiente en la Comisión de 1999, en el ejecutivo de Romano Prodi. En 2004, con la llegada de José Manuel Barroso, fue nombrada vicepresidente de la Comisión y comisaria de Relaciones Institucionales y Estrategia de la Comunicación.
En 2004 publicó, en colaboración con el diputado del Parlamento Europeo, Göran Färm, La Europa de los pueblos o ¿Por qué es tan difícil amar a la UE?.

### Naciones Unidas
En 2010 asumió el puesto de Representante Especial de las Naciones Unidas en materia de violencia sexual en los conflictos, fue la primera en desarrollar esta representación. Fue sustituida en septiembre de 2012 por Zainab Hawa Bangura de Sierra Leona.

### Ministra de Asuntos Exteriores de Suecia
En 2014 asumió el puesto de ministra de Asuntos Exteriores de Suecia señalando que encabezaría una política exterior feminista centrándose en los derechos y la representación de las mujeres y proporcionando recursos para promover la igualdad de género y la igualdad de oportunidades.
En 2015, Arabia Saudita retiró a su embajador de Estocolmo después de que Suecia canceló un acuerdo de cooperación de defensa por cuestiones de derechos humanos. Wallstrom señaló que era  "medieval" el castigo de un bloguero liberal por la flagelación. A principios del mismo año, Wallstrom tuvo que cancelar una visita a Israel después del reconocimiento del gobierno de un estado palestino. Israel también retiró a su embajador en Estocolmo.
Durante el mandato de Wallstrom como ministra de Asuntos Exteriores, Suecia asumió un papel cada vez más activo en las iniciativas internacionales de paz, organizando conversaciones de alto el fuego sobre Yemen o siendo anfitriones de una reunión entre representantes de Corea del Norte y Estados Unidos.
Entre 2017 y 2018 tuvo un papel estratégico en el alto perfil para Suecia en el Consejo de Seguridad de la ONU, con el país como miembro no permanente.
En 2019 dimitió de su puesto señalando que quería pasar más tiempo con su familia. En septiembre de 2019 fue sucedida por Ann Linde.

## Documental
En 2019 se estrenó el documental The Feminister dirigido por Viktor Nordenskiöld que acompaña a Margot Wallström durante cuatro años las gestiones como ministra de Asuntos Exteriores de Suecia y muestra su liderazgo en la aplicación de políticas feministas.